# Лирово дърво
Лирово дърво или дърво лале (Liriodendron) е род покритосеменни растения от семейство Магнолиеви (Magnoliaceae).
Включва около 2 вида дървета, Liriodendron chinense и Liriodendron tulipifera, разпространени съответно в източните части на Азия и Северна Америка. Отглеждат като декоративни растения.